# Doyenné des Arques
Le Doyenné des Arques est un logis d’habitation situé aux Arques, dans le département du Lot,  en France.

## Historique
Géraud II, abbé de l'abbaye de Marcilhac, mentionne, en 1193, le doyenné des Arques. C'est un prieuré-doyenné dépendant de cette abbaye depuis une date inconnue, probablement vers 1182.
Par achat de terres et par dons, la propriété foncière du prieuré va s'accroître pendant un siècle.
L'archevêque Simon de Beaulieu réside par deux fois dans le prieuré à la fin du XIIIe siècle.
En 1286, l'abbaye de Marcilhac a échangé « le dit doyenné, l'église, le hameau et les habitants des Arques, devenus libres et vacants par libre par libre renonciation dudit frère Raymond Sigrius, leur doyen, avec tous les droits ... » avec l'évêque de Cahors, contre « les églises de Puy-Lagarde et de Lugan, dont l'une dépend de l'autre, et de l'église de Saint-Projet, toutes trois situées dans notre diocèse dans l'archiprêtré de Cajarc ». Bien que l'évêque Raymond de Cornil justifie cet échange, les événements qui suivent semblent montrer qu'il n'a pas eu lieu.
Le prieuré est situé à la frontière entre les terres liées au roi de France et celles qui le sont au roi d'Angleterre. Les seigneurs des Junies et de Pastilhac soutiennent le roi d'Angleterre. Pendant la guerre de Cent Ans, en 1345, le village est pris et pillé par Philippe de Jean, seigneur des Junies, qui était à la solde du roi d'Angleterre. Son fils, Benoît de Jean, accepte de payer un dédommagement pour les dégâts faits. Le prieuré est sorti de la guerre complètement ruiné Il est dit inhabité. En 1408, l'abbé de Marcilhac décide que le prieuré n'est plus conventuel. En 1486, le doyen Antoine d'Alamand de La Roche-Chinard a entrepris des travaux de restauration dans le village et dans l'église.
À la fin du XVe siècle des populations venant du Haut-Quercy et du Cantal viennent s'installer aux Arques. Au XVIe siècle le prieuré appartient à la famille de Gourdon-Penne, seigneurs de Cénevières.
Entre 1620 et 1648, le prieuré a été animé par la querelle entre le doyen, Germain de Jugeals, et les seigneurs du château de Péchaurié. Le doyen, par ailleurs aumônier et confesseur du roi, va essayer par des procédures à s'approprier la seigneurie. Il n'y était pas arrivé à sa mort.
Les Arques n'est pas épargné par les révoltes de la Fronde et des Croquants. En 1637, le duc d'Épernon, gouverneur de Guyenne, demande à M. de Fénelon de détruire les remparts qui protègent le village, y compris l'enceinte du logis du prieur. Richelieu s'est opposé à leur reconstruction.
Le doyenné est acheté à la fin du XVIIIe siècle par un négociant de vin de Cahors. La commune le rachète en 1826 pour y établir le presbytère avant de le transformer en logements. Des travaux ont été faits pour y établir le presbytère et les logements. Seule la tour est un témoin de l'ancien château du doyen.
L'édifice est inscrit au titre des monuments historiques le 27 février 1991.